# Goldisthal
Goldisthal è un comune di 367 abitanti della Turingia, in Germania.
Appartiene al circondario (Landkreis) del Sonneberg (targa SON) ed è amministrato dal comune amministratore (Erfüllende Gemeinde) di Neustadt am Rennweg.